# 토신 아다라비오요
압둘나시르 올루와토신 "토신" 아다라비오요(영어: Abdul-Nasir Oluwatosin "Tosin" Adarabioyo, 1994년 5월 28일 ~ )는 잉글랜드의 축구 선수로 포지션은 센터백이다. 현재는 프리미어리그 첼시 FC에서 활약하고 있다. 나이지리아 혈통을 갖고 있다.